# Sławomir Breiter
Sławomir Breiter (ur. 31 grudnia 1963 w Poznaniu) – polski astronom, profesor nauk fizycznych. Specjalizuje się w mechanice nieba. Nauczyciel akademicki Uniwersytetu im. Adama Mickiewicza w Poznaniu.

## Życiorys
Doktoryzował się w 1994 na toruńskim Wydziale Fizyki, Astronomii i Informatyki Stosowanej Uniwersytetu Mikołaja Kopernika na podstawie pracy pt. Teoria ruchu Amaltei – piątego księżyca Jowisza (promotorem był prof. Edwin Wnuk). Habilitował się w 2002 roku (także na UMK) na podstawie oceny dorobku naukowego i rozprawy pt. Rezonanse lunisolarne w ruchu orbitalnym sztucznych satelitów. Tytuł naukowy profesora nauk fizycznych został mu nadany w 2009 roku.
Na poznańskim Wydziale Fizyki UAM pracuje jako profesor zwyczajny w Instytucie Obserwatorium Astronomicznym. Prowadzi zajęcia m.in. z mechaniki nieba, matematycznych metod astronomii oraz dynamiki ciał Układu Słonecznego.
Swoje prace publikował m.in. w „Celestial Mechanics and Dynamical Astronomy”, „Astronomy and Astrophysics”, „Monthly Notices of the Royal Astronomical Society” oraz „Advances in Space Research”. Jest członkiem Międzynarodowej Unii Astronomicznej.
Od roku 2021 jego imię nosi planetoida (45492) Sławomirbreiter.